# Halloy-lès-Pernois
Halloy-lès-Pernois és un municipi francès situat al departament del Somme i a la regió dels Alts de França. L'any 2007 tenia 367 habitants.

## Demografia

### Població

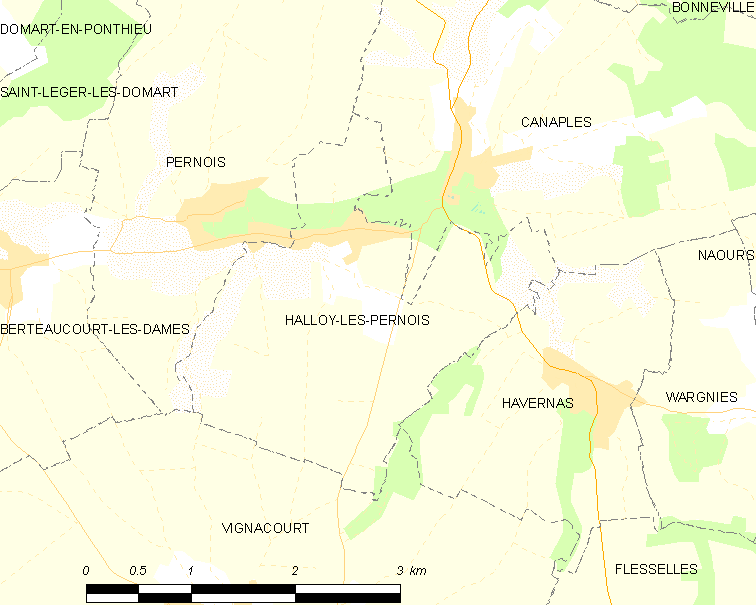
mapa del municipi

El 2007 la població de fet de Halloy-lès-Pernois era de 367 persones. Hi havia 129 famílies de les quals 20 eren unipersonals (8 homes vivint sols i 12 dones vivint soles), 35 parelles sense fills, 70 parelles amb fills i 4 famílies monoparentals amb fills.
La població ha evolucionat segons el següent gràfic:
Habitants censats

### Habitatges

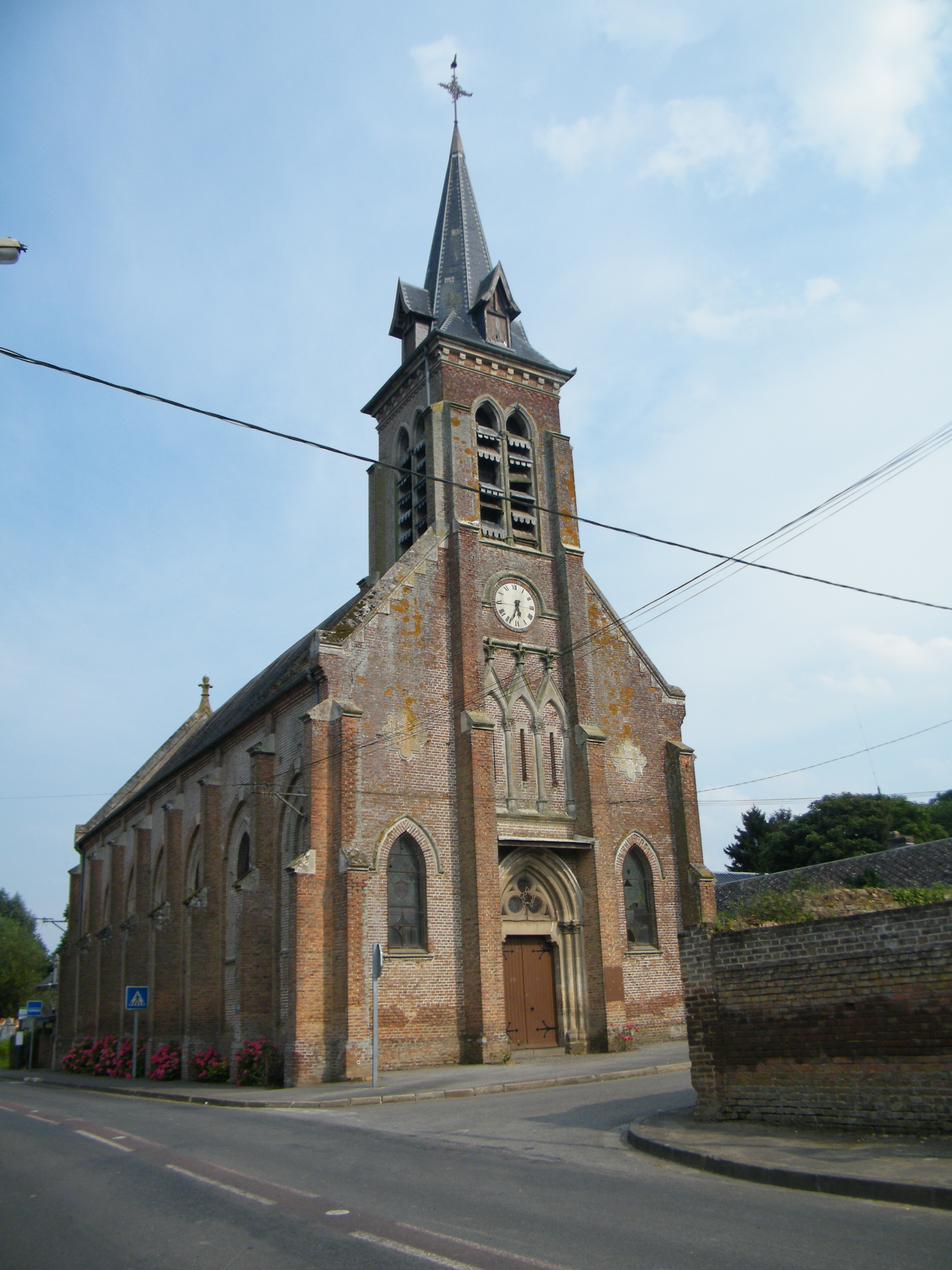
església

El 2007 hi havia 129 habitatges, 127 eren l'habitatge principal de la família i 2 eren segones residències. Tots els 129 habitatges eren cases. Dels 127 habitatges principals, 112 estaven ocupats pels seus propietaris, 12 estaven llogats i ocupats pels llogaters i 3 estaven cedits a títol gratuït; 1 tenia dues cambres, 9 en tenien tres, 33 en tenien quatre i 84 en tenien cinc o més. 102 habitatges disposaven pel capbaix d'una plaça de pàrquing. A 46 habitatges hi havia un automòbil i a 71 n'hi havia dos o més.

### Piràmide de població

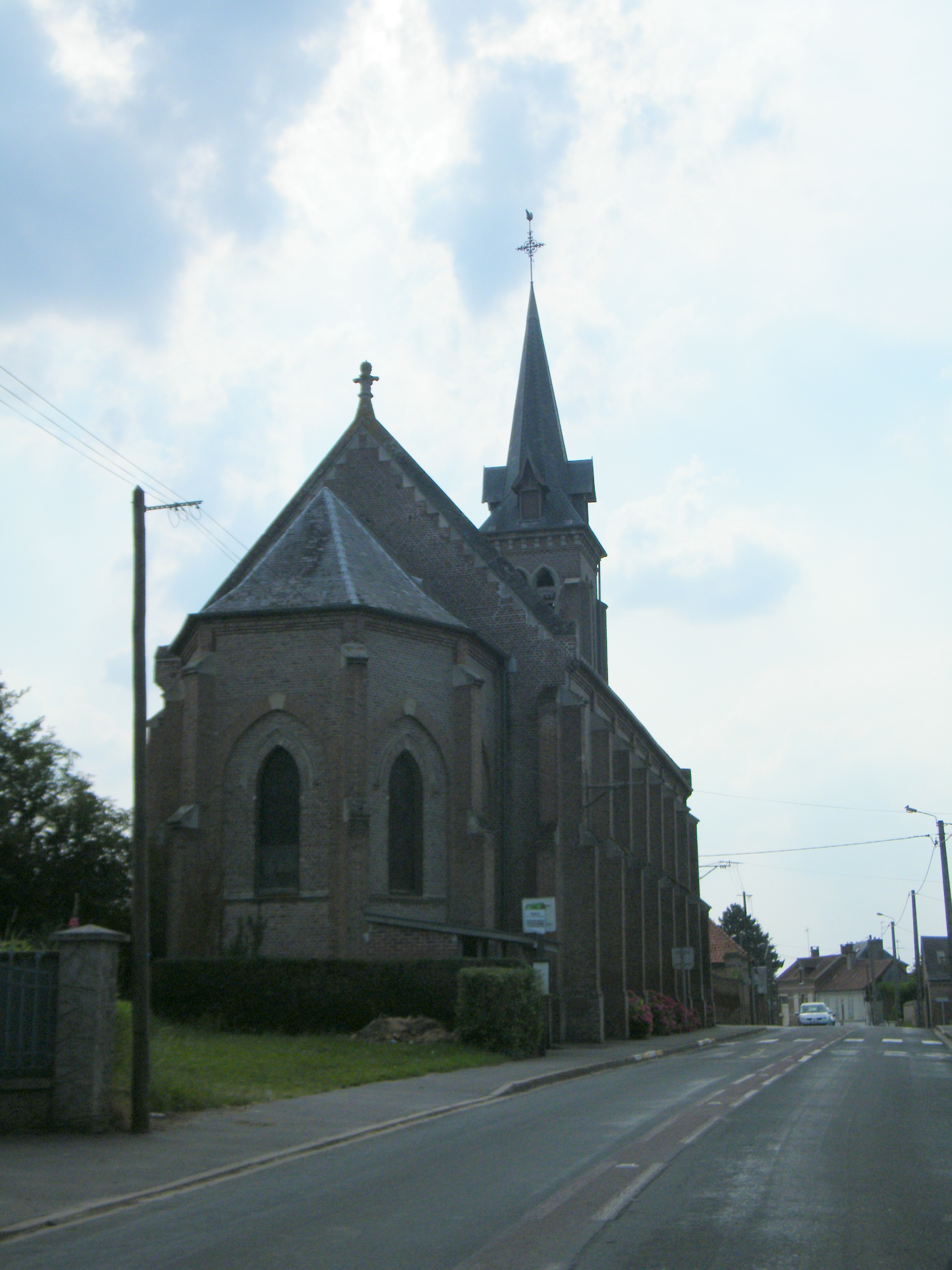

La piràmide de població per edats i sexe el 2009 era:
| Homes | Edats   | Dones |
| ----- | ------- | ----- |
| 0     | 95 o +  | 4     |
| 0     | 90 a 94 | 0     |
| 0     | 85 a 89 | 0     |
| 0     | 80 a 84 | 4     |
| 8     | 75 a 79 | 8     |
| 4     | 70 a 74 | 0     |
| 12    | 65 a 69 | 4     |
| 8     | 60 a 64 | 8     |
| 12    | 55 a 59 | 0     |
| 12    | 50 a 54 | 16    |
| 24    | 45 a 49 | 20    |
| 20    | 40 a 44 | 16    |
| 12    | 35 a 39 | 8     |
| 4     | 30 a 34 | 0     |
| 12    | 25 a 29 | 8     |
| 16    | 20 a 24 | 8     |
| 32    | 15 a 19 | 8     |
| 0     | 10 a 14 | 24    |
| 4     | 5 a 9   | 4     |
| 0     | 0 a 4   | 0     |

## Economia

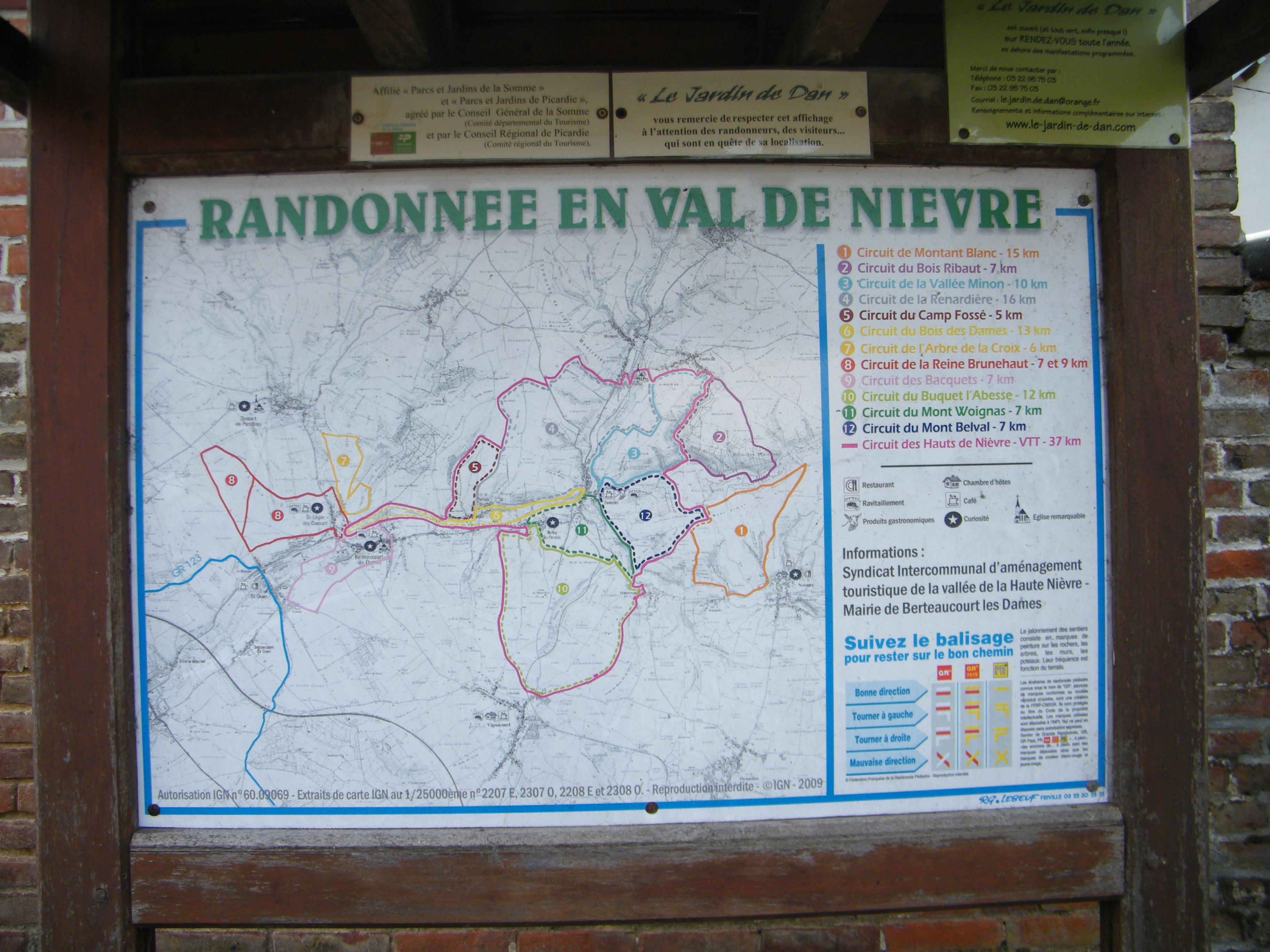

El 2007 la població en edat de treballar era de 256 persones, 191 eren actives i 65 eren inactives. De les 191 persones actives 173 estaven ocupades (96 homes i 77 dones) i 18 estaven aturades (8 homes i 10 dones). De les 65 persones inactives 19 estaven jubilades, 22 estaven estudiant i 24 estaven classificades com a «altres inactius».

### Ingressos

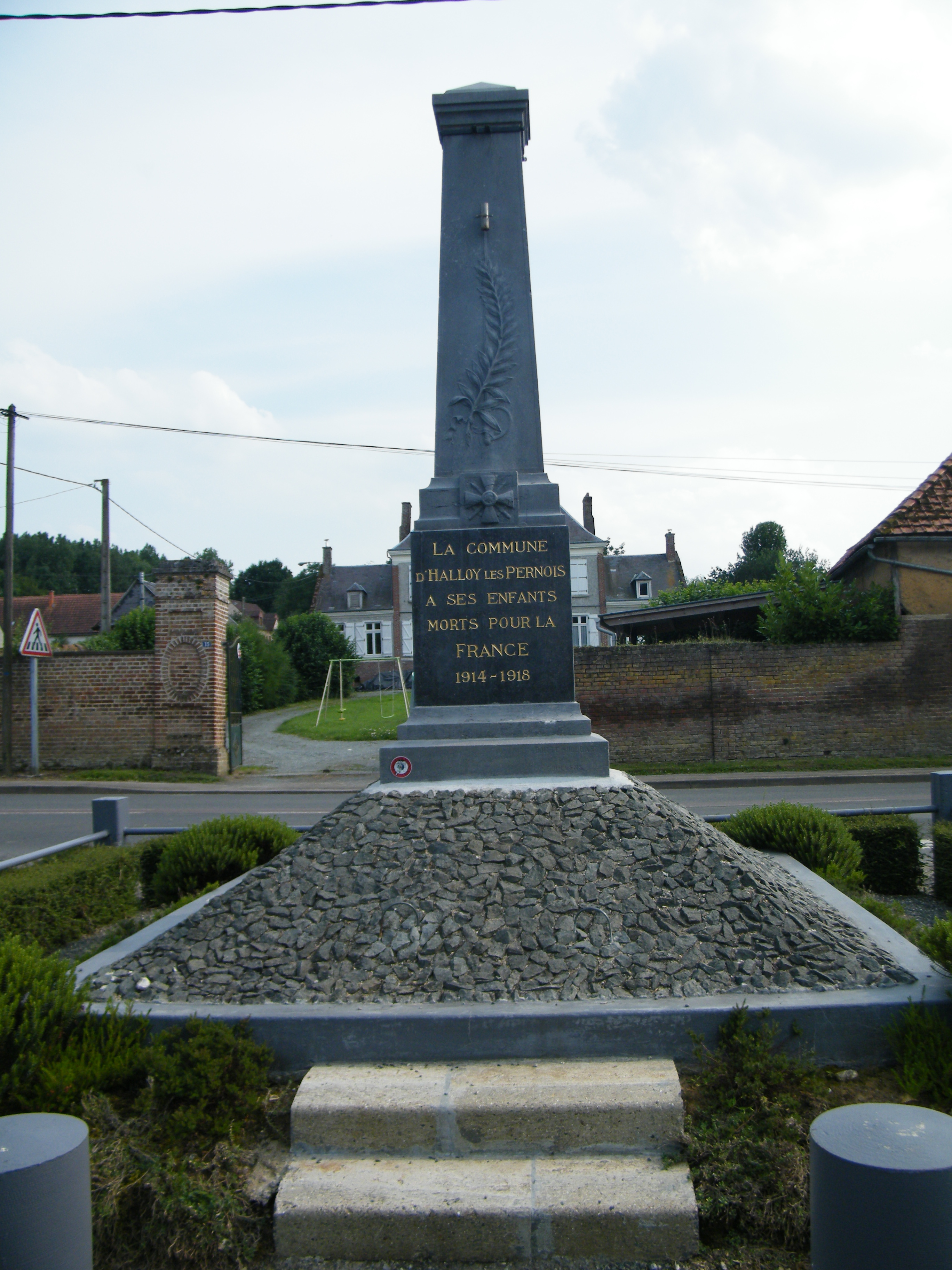

El 2009 a Halloy-lès-Pernois hi havia 130 unitats fiscals que integraven 367 persones, la mediana anual d'ingressos fiscals per persona era de 17.907 €.

### Activitats econòmiques
Dels 4 establiments que hi havia el 2007, 3 eren d'empreses de construcció i 1 d'una empresa de comerç i reparació d'automòbils.
Dels 3 establiments de servei als particulars que hi havia el 2009, 1 era un paleta, 1 fusteria i 1 empresa de construcció.
L'any 2000 a Halloy-lès-Pernois hi havia 4 explotacions agrícoles que ocupaven un total de 492 hectàrees.

## Equipaments sanitaris i escolars
El 2009 hi havia una escola elemental integrada dins d'un grup escolar amb les comunes properes formant una escola dispersa.

## Poblacions més properes
El següent diagrama mostra les poblacions més properes.